# Annicco
Annicco (lombardul: Nich) település Olaszországban, Lombardia régióban, Cremona megyében. Lakosainak száma 1974 fő (2023. január 1.). Annicco Casalmorano, Grumello Cremonese ed Uniti, Paderno Ponchielli, Sesto ed Uniti, Cappella Cantone és Soresina községekkel határos.

## Népesség
A település népességének változása:
| Lakosok száma | 2116 | 2053 | 2045 | 1974 |
|               | 2013 | 2017 | 2018 | 2023 |